# Agdal-Ryad
Agdal-Ryad est un des 5 arrondissements de la commune de Rabat dans la région Rabat-Salé-Kenitra.  
En 2024, l'année du dernier recensement, cet arrondissement compte 70,435 habitants.
Depuis les élections de 2021, son président est Abdelilah Idrissi Bouzidi (عبد الاله الادريسي البوزيدي)

## Gestion de l'arrondissement
En 2022, la dotation budgétaire de l'arrondissement est de 17,1 millions de dirhams.

Le siège de l'arrondissement Agdal-Ryad est situé sur l'Avenue Hassan II, près des concessions automobiles Volvo et Suzuki[réf. souhaitée].

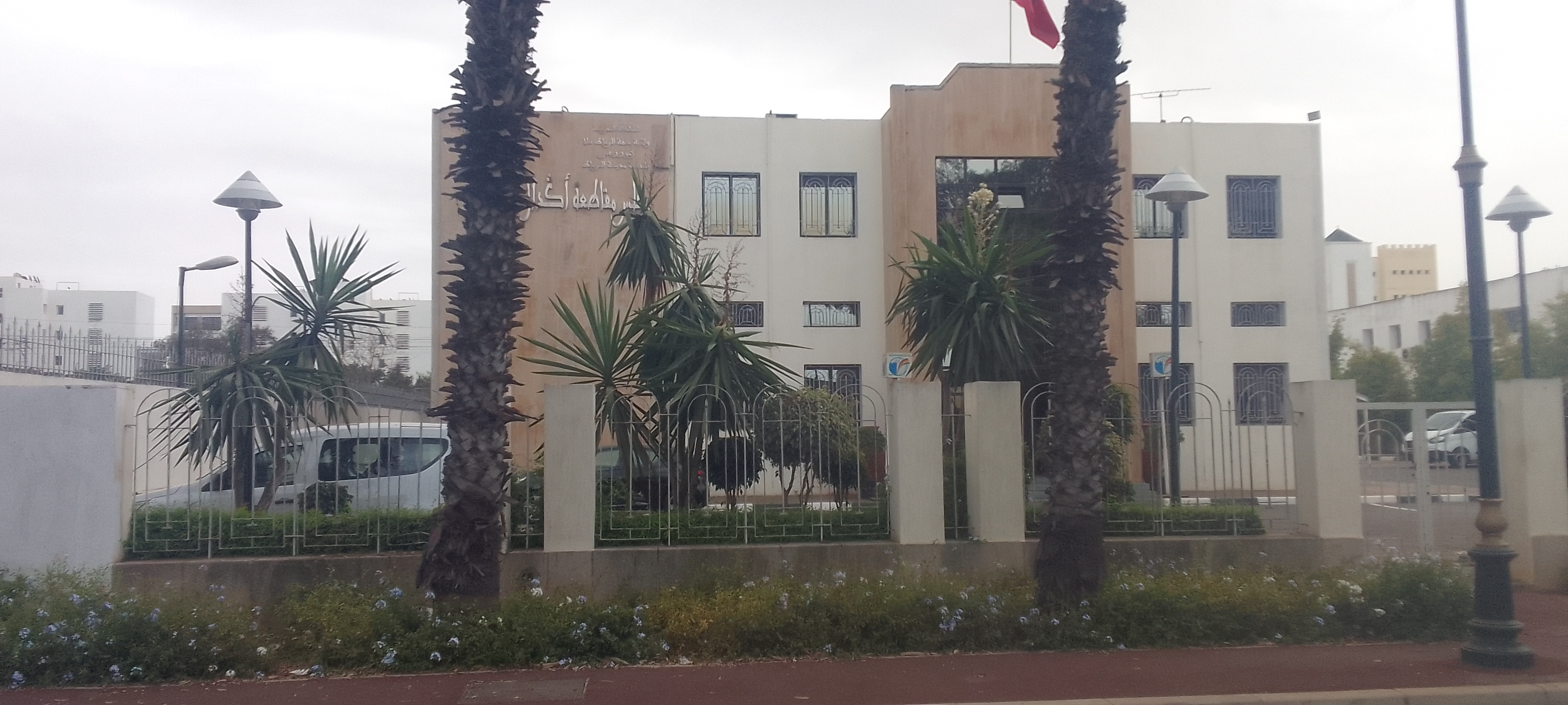
Siège de l'arrondissement, Avenue Hassan II.

## Élus municipaux

### Depuis les élections de 2021
À la suite des élections de 2021, le président de l'arrondissement est Abdelilah Idrissi Bouzidi (عبد الاله الادريسي البوزيدي), qui est aussi député de l'Istiqlal au sein du parlement.

### Période 2015-2021
Lors des élections communales de 2015, les résultats électoraux sont, en nombre de voix, les suivants :  
- 1er : La liste de Mohamed Reda Benkheldoun (PJD)
- 2e : La liste de Omar Balafrej (FDG)
- 3e : La liste de Mehdi Bensaid (PAM)

Mohamed Reda Benkheldoun (PJD) est alors réélu comme président de l'arrondissement.
Il démissionne après sa nomination par le Roi en tant qu'Ambassadeur du Maroc en Malaisie.
Il est remplacé par Madame Badia Bennani (PJD) qui dirige l'arrondissement jusqu'aux élections de 2021.

### Ancien présidents de l'arrondissement
- Mohamed Reda Benkhaldoun (PJD)
- Badia Bennani (PJD)
- Hafid Boutaleb
- Abdelilah Bouzidi Tiali

### Articles
- Commune de Rabat
- Arrondissement Hassan
- Arrondissement Souissi